# 尾上菊五郎 (8代目)
八代目 尾上菊五郎（はちだいめ おのえ きくごろう、1977年〈昭和52年〉8月1日 - ）は、日本の俳優、歌舞伎役者。屋号は音羽屋。定紋は重ね扇に抱き柏、替紋は四つ輪。歌舞伎名跡「尾上菊五郎」の当代。
本名は寺嶋 和康（てらしま かずやす）。公称身長173cm。

## 来歴・人物
松濤幼稚園、青山学院初等部、青山学院中等部、青山学院高等部を経て青山学院大学文学部中退。
可憐な美貌と清潔な色気で女方も二枚目も魅力的に演じる。現代の歌舞伎を担う若手スターのひとり。また、歌舞伎以外にも蜷川幸雄の舞台などにも積極的に出演している。その縁で、2005年にシェイクスピアの戯曲『十二夜』を歌舞伎演目として蜷川に演出を依頼している（2007年に再演、2009年には英国ロンドンで公演）。
市川崑監督のリメイク版『犬神家の一族』（2006年公開）では犬神松子の長男・犬神佐清役で出演したが、犬神松子役は実母である富司純子が演じ、スクリーン上での親子共演となった。
父は歌舞伎役者の七代目尾上菊五郎、母は女優の富司純子、姉は女優の寺島しのぶ。
生後2か月の時徹子の部屋に母親と共に「出演」している。2009年12月7日に菊之助が単独で出演した際には「最年少ゲスト」と呼ばれた。
2013年2月、二代目中村吉右衛門の四女・瓔子（ようこ、30歳）と結婚し、11月28日に第1子（長男）が誕生した。2015年7月14日には第2子（長女）、2017年9月4日には第3子（次女）が誕生。
2019年5月3日、令和元年『團菊祭五月大歌舞伎』の「絵本丑若丸」に於いて長男が初舞台を踏み、自身の前名である尾上丑之助を七代目として襲名した。
2025年4月29日、本来は非公開で出演者・座元・舞台関係者のみで行われる伝統儀式の「手打式」を、歌舞伎座にて『古式顔寄せ手打式』として満員の観客1902人に披露された事により、菊之助改め八代目尾上菊五郎および丑之助改め六代目尾上菊之助の2人が正式に誕生し、『團菊祭五月大歌舞伎』での襲名祝幕「雲上富士」（田渕俊夫制作）が一般公開された。
2025年5月、歌舞伎座・團菊祭五月大歌舞伎「京鹿子娘道成寺」の白拍子花子、「弁天娘女男白浪」の弁天小僧菊之助、六月大歌舞伎「菅原伝授手習鑑 寺子屋」の松王丸、「連獅子」の狂言師右近で八代目尾上菊五郎を襲名する。

## 年譜
- 1984年2月 - 東京・歌舞伎座『絵本牛若丸』の牛若丸で六代目尾上丑之助を襲名し初舞台。
- 1996年3月 - 青山学院高等部卒業。翌月青山学院大学文学部へ入学（後に中退[2]）。
- 1996年5月 - 歌舞伎座『弁天娘女男白浪』の弁天小僧ほかで五代目尾上菊之助を襲名。
- 2000年 - 歌舞伎座『源氏物語』で紫の上をつとめ大人気となる。七代目市川新之助（現・十三代目團十郎）、二代目尾上辰之助（現・四代目松緑）と「平成の三之助」と呼ばれ、新たな歌舞伎ブームを起こす。
- 2004年10月 - パリのシャイヨー宮劇場で十一代目市川海老蔵襲名披露に出演。
- 2005年 - シェイクスピアの戯曲『十二夜』の歌舞伎版を企画。演出には蜷川幸雄を迎え、『NINAGAWA十二夜』として公演、主役の琵琶姫（ヴァイオラ）、獅子丸（シザーリオ）をつとめる。
- 2008年11月 - 東京・新橋演舞場の花形歌舞伎夜の部『伽羅先代萩』通し狂言で通常は立役がつとめる乳人・政岡を戦後では最年少の31歳3ヶ月で初役[15]。
- 2009年3月 - ロンドンのバービカン・シアターで『NINAGAWA十二夜』公演[16]。
- 2010年5月 - 大阪・松竹座の團菊祭 昼の部で、祖父・七代目尾上梅幸、父・七代目尾上菊五郎が当り役としてきた『摂州合邦辻』の玉手御前を初役。
- 2010年12月 - 東京・日生劇場『摂州合邦辻』通し狂言で玉手御前をつとめる。
- 2016年3月 - 『中村芝雀改め五代目中村雀右衛門襲名披露 三月大歌舞伎』にて七代目尾上菊五郎が体調不良により休演したため、初日から11日まで「鎌倉三代記」の三浦之助義村 役の代役を務める[17][18]。
- 2025年5月 - 歌舞伎座・團菊祭五月大歌舞伎「京鹿子娘道成寺」の白拍子花子ほかで八代目尾上菊五郎を襲名。

## 受賞歴
歌舞伎・芸能活動
- 1985年 『京鹿子娘道成寺』の所化喜観坊で国立劇場特別賞
- 1987年 『実録先代萩』の千代松で国立劇場特別賞
- 1992年 歌舞伎座賞
- 1993年 『人情噺文七元結』の娘お久で国立劇場奨励賞
- 1996年 浅草芸能大賞新人賞・十三夜会奨励賞
- 1998年 『仮名手本忠臣蔵』「大序」の足利直義で松竹会長賞
- 1999年 『春輿鏡獅子』で松竹会長賞
- 2000年 『弁天娘女男白浪』の弁天小僧菊之助で松竹会長賞
- 2003年 第24回松尾芸能賞演劇賞・新人賞
- 2005年 『京鹿子娘二人道成寺』『児雷也豪傑譚話』『助六由縁江戸桜』ほかで読売演劇大賞杉村春子賞
- 2005年 『NINAGAWA十二夜』など歌舞伎の可能性を広げる活動で朝日舞台芸術賞寺山修司賞
- 2005年 重要無形文化財（総合認定）に認定され、伝統歌舞伎保存会会員となる[19]。
- 2005年 芸術選奨新人賞
- 2011年 『摂州合邦辻』通し狂言で読売演劇大賞優秀男優賞
- 2023年 第44回松尾芸能賞優秀賞[20]
- 2023年 第73回芸術選奨文部科学大臣賞（演劇部門）[21][22]

その他
- 2017年 第46回ベストドレッサー賞芸能部門[23]

## 主な出演作

### 歌舞伎の当り役
- 『白浪五人男』の弁天小僧菊之助
- 『鏡獅子』の小姓弥生
- 『京鹿子娘二人道成寺』の白拍子花子
- 『助六由縁江戸桜』の揚巻
- 『伽羅先代萩』の政岡
- 『摂州合邦辻』の玉手御前

### 新作歌舞伎
- 『NINAGAWA十二夜』の琵琶姫／獅子丸
- 『極付印度伝 マハーバーラタ戦記』の迦楼奈／シヴァ神
- 『風の谷のナウシカ』のナウシカ[注 1]
- 『ファイナルファンタジーX』のティーダ

### その他の舞台
- 『ライル』（1990年） - ジョッシュ役
- 『グリークス』（2000年） - オレステス役
- 『疾風のごとく』（2002年） - 日野小太郎役
- 『若き日のゴッホ』（2003年） - フィンセント・ファン・ゴッホ役
- 『わが魂は輝く水なり』（2008年） - 斎藤五郎役

### 映画
- 『水の旅人 侍KIDS』（1993年） - 一寸法師役
- 『四十七人の刺客』（1994年） - 大石主税役
- 『犬神家の一族』（2006年） - 犬神佐清役
- シネマ歌舞伎『日高川入相花王』（2006年） - 人形遣い役
- シネマ歌舞伎『京鹿子娘二人道成寺』（2007年） - 白拍子花子役
- 『怪談』（2007年） - 新吉役
- 『ナルニア国物語/第2章: カスピアン王子の角笛』（2008年） - カスピアン王子役（吹き替え）
- 『THE CODE/暗号』（2009年） - 探偵507役
- 『ナルニア国物語/第3章: アスラン王と魔法の島』（2011年） - カスピアン王子役（吹き替え）[26]
- 『映画 イチケイのカラス』（2023年） - 三田村武晴 役[27]

### テレビドラマ
- 大河ドラマ（NHK総合）
  - 葵 徳川三代（2000年） - 豊臣秀頼 役
  - 西郷どん（2018年） - 月照 役[28]
- 坂の上の雲（2009年 - 2011年、NHK総合） - 明治天皇 役[29]
- 鬼平犯科帳 THE FINAL（2016年12月2日・3日、フジテレビ） - 石動虎太郎 役 [30]
- オリガミの魔女と博士の四角い時間（2017年3月12日 - 、NHK教育） - オリガミの魔女 役（声の出演）[31]
- 下町ロケット2（2018年10月 - 12月、TBS） - 伊丹大 役[32]
  - 下町ロケット 特別編（2019年1月2日）
- グランメゾン東京（2019年10月20日 - 12月29日、TBS） - 丹後学 役[33]
  - スペシャルドラマ グランメゾン東京（2024年12月29日、TBS）[34]
- 刑事アフター5（2020年10月1日、テレビ朝日） - 主演・広橋航 役[35]
- 連続テレビ小説 カムカムエヴリバディ（2021年11月1日 - 2022年4月8日、NHK総合） - 桃山剣之介、桃山団五郎 役（一人二役）[36]
- 家電侍スペシャル　ストップ! 忠臣蔵（2023年1月4日、BS松竹東急） - 大石内蔵助良雄 役
- 探偵ロマンス（2023年1月21日 - 2月11日、NHK総合） - 住良木平吉 役[37]

### CM
- ライオン 「ホワイト&ホワイトライオン」（1983年 - 1987年） ※両親・姉と出演
- ペリエ・ジャポン
- 日本総合信用
- ソニー
- ハウス食品
- アサヒビール「アサヒスーパードライ」
- ヤクルト「ヤクルト1000」

### ナレーション
- 再春館製薬所・ドモホルンリンクル（TV-CM）
- Audible・国宝 上・下-吉田修一(オーディオブック読み上げ)

## 書籍
- 『KabuKabu 八代目尾上菊五郎・六代目尾上菊之助 襲名披露』（産経新聞出版） 2025年4月 ISBN 978-4819153362 [38]
- 『音羽屋三代 八代目尾上菊五郎 六代目尾上菊之助襲名記念』（小学館） 2025年4月 ISBN 978-4096824870 [39]